# Barylypa formosa
Barylypa formosa là một loài tò vò trong họ Ichneumonidae.